# 王毅 (明朝)
王毅（?—?），字叔远，号初平山人，虞山（今江苏常熟市）人，明代雕刻机。擅长微雕，曾刻桃核，魏學洢的《王叔遠核舟記》稱王毅的“核舟”則是在果核上鏤刻“东坡泛舟赤壁故事”。